# آریل ایباخاسا
آریل ایباخاسا (اسپانیایی: Ariel Ibagaza‎؛ زادهٔ ۲۷ اکتبر ۱۹۷۶) بازیکن فوتبال اهل آرژانتین است. از باشگاه‌هایی که در آن بازی کرده‌است، می‌توان به المپیاکوس، ویارئال، لانوس، رئال مایورکا و اتلتیکو مادرید اشاره کرد. وی همچنین در تیم ملی فوتبال آرژانتین بازی کرده است.